# Jens Lemanski
Jens Lemanski (* 1981 in Hattingen) ist ein deutscher Philosoph und Wissenschaftshistoriker. Er forscht an der Universität Münster und ist Privatdozent an der FernUniversität Hagen.

## Leben
Jens Lemanski promovierte in Philosophie an der Johannes-Gutenberg-Universität Mainz und in Philologie an der Università del Salento. 2019 habilitierte er sich an der Fernuniversität in Hagen. Er hat von 2009 und 2022 an den Universitäten in Mainz, Bochum, Münster und Hagen gearbeitet. Seit 2022 leitet er Projekte zu Logikdiagrammen und visueller Kommunikation an der Universität in Münster.
Lemanski ist Mitherausgeber von History and Philosophy of Logic, Historia Logicae und einiger Bereiche bei PhilPapers.

## Publikationen (Auswahl)

### Monographien
- Christentum im Atheismus. London, Bd. 1: 2009, Bd. 2: 2011.
- Summa und System. Paderborn 2013.
- Welt und Logik. London 2021. (engl. Fassung: World and Logic. London 2021).

### Herausgeberschaft
- Warum ist überhaupt etwas und nicht vielmehr nichts? Hg. mit Daniel Schubbe, Rico Hauswald. Hamburg 2013.
- Language, Logic, and Mathematics in Schopenhauer. Cham 2020.
- Logic, Spatial Algorithms and Visual Reasoning. Hg. mit Andrew Schumann. Special Issue v. Logica Universalis, 16, 2022.
- Historia Logicae and its Modern Interpretation. Hg. mit Ingolf Max. London 2023.
- Diagrammatic Representation and Inference. 14th International Conference, Diagrams 2024, Münster, Germany, September 27 – October 1, 2024, Proceedings. Hg. mit Mikkel Willum Johansen, Emmanuel Manalo, Petrucio Viana, Reetu Bhattacharjee, Richard Burns. (LNCS, volume 14981) Cham 2024.